# Gelöbnis (Öffentlicher Dienst)
Mit dem Gelöbnis nach § 6 Bundes-Angestelltentarifvertrag (BAT) sowie nach § 7 Manteltarifvertrag für Arbeiterinnen und Arbeiter des Bundes und der Länder (MTArb) hatte der Angestellte bzw. Arbeiter im deutschen öffentlichen Dienst gegenüber seinem Arbeitgeber die gewissenhafte Diensterfüllung und die Wahrung der Gesetze zu geloben. Das Gelöbnis wurde durch Nachsprechen der folgenden Worte abgelegt und durch Handschlag bekräftigt:
„Ich gelobe: Ich werde meine Dienstobliegenheiten gewissenhaft erfüllen und das Grundgesetz für die Bundesrepublik Deutschland sowie die Gesetze wahren.“
Über das Gelöbnis war eine von dem Angestellten bzw. Arbeiter mit zu unterzeichnende Niederschrift anzufertigen.
Die Nachfolgeverträge des BAT, der für den Bund und die Kommunen geltende Tarifvertrag für den öffentlichen Dienst (TVöD) der für alle Länder außer Hessen geltende Tarifvertrag für den öffentlichen Dienst der Länder (TV-L) sowie der Tarifvertrag für den öffentlichen Dienst des Landes Hessen sehen kein Gelöbnis mehr vor. Im Besonderen Teil Verwaltung des TVöD ist lediglich geregelt, dass Beschäftigte des Bundes und anderer Arbeitgeber, in deren Aufgabenbereichen auch hoheitliche Tätigkeiten wahrgenommen werden, sich durch ihr gesamtes Verhalten zur freiheitlich demokratischen Grundordnung im Sinne des Grundgesetzes bekennen müssen. (§ 41 S. 2 TVöD-BT-V) Nach § 3 TV-L sowie § 3 TV-H müssen alle Beschäftigten, unabhängig von der Wahrnehmung hoheitlicher Aufgaben oder einer Beschäftigung in der Verwaltung, sich durch ihr gesamtes Verhalten zur freiheitlich demokratischen Grundordnung im Sinne des Grundgesetzes bekennen.